# 出流山事件
出流山事件（いずるさんじけん）は、江戸時代末期、大政奉還後の慶応3年11月29日（1867年12月24日）、下野国出流山満願寺（現在の栃木県栃木市出流町）にて、尊王攘夷・倒幕を唱える志士の一団が挙兵し、その周辺で幕府軍と戦闘を繰り広げた事件。討幕のための開戦を主張する薩摩藩士らの思惑を背景に、幕府を挑発する関東擾乱計画の一端として実行されたが、挙兵から2週間で鎮圧された。関東における擾乱は江戸薩摩藩邸の焼討事件を誘発し、戊辰戦争開戦の一因を形成した。

## 名称
この事件には確定した名称がなく、書籍に取り上げられるたびにそれぞれの筆者によって便宜的に命名されている。
- 出流山事件[8][9]、出流事件[10][11]
- 出流山挙兵[12]
- 出流岩船戦争[13]、出流岩船の戦い[14][15]
- 出流天狗事件[16][17]

## 背景
慶応3年10月14日（1867年11月9日）、江戸幕府15代将軍徳川慶喜は朝廷に大政奉還を上奏した。あくまで武力倒幕を主張していた薩摩藩の西郷隆盛はこれを受け、幕府側を挑発して開戦に導くより他はないと考えて、伊牟田尚平、益満休之助、相楽総三らを江戸三田の薩摩藩邸に派遣し浪人を集めはじめた。その結果、藩邸には浪士、郷士、豪農・豪商出身者などが集まり、500名ほどになった。相楽らは関東擾乱の策を協議し、北関東、甲斐国（甲州）、相模国（相州）の三方で挙兵して江戸の幕府を挑発・聳動し、幕府戦力の分散を図ってのち江戸を衝くことを決定した。その一環として、浪士の中から数人を選抜して下野国方面に出立させた。下野国へ出立した分遣隊は千住や栗橋などの関の検問を突破する際、「薩摩藩主夫人の安産願いの願解きのため出流山千手院（満願寺）に詣でる」という口実をたて、対馬藩領出流山で挙兵すべく下野国栃木町（日光例幣使街道・栃木宿）に向かった。ただし、一行は藩邸を出たときから幕吏の尾行を受けていた。
主要なメンバーには、竹内啓（分遣隊隊長）、山本鼎（薩邸浪士隊監察）、会沢元輔（薩邸浪士隊監察、分遣隊監軍・副将）、安達幸太郎（分遣隊祐筆兼勘定）、赤尾清三郎（分遣隊祐筆兼勘定）、西山謙之助（分遣隊使者兼目付役、使番とも）、高橋亘（分遣隊軍師格）、奥田元（分遣隊使番）らがいた。
出流山での挙兵と同時に、下野国真岡（現栃木県真岡市）、上野国赤城山（現群馬県）、常陸国土浦（現茨城県土浦市）などでも挙兵の計画があったが、これらは幕吏の目を忍ぶことが出来ず頓挫し、それらのメンバーが出流山に合流したという。
栃木町には11月25日付けで、竹内と会沢の名を添えた先触れが届いた。

## 挙兵後の経緯

### 挙兵

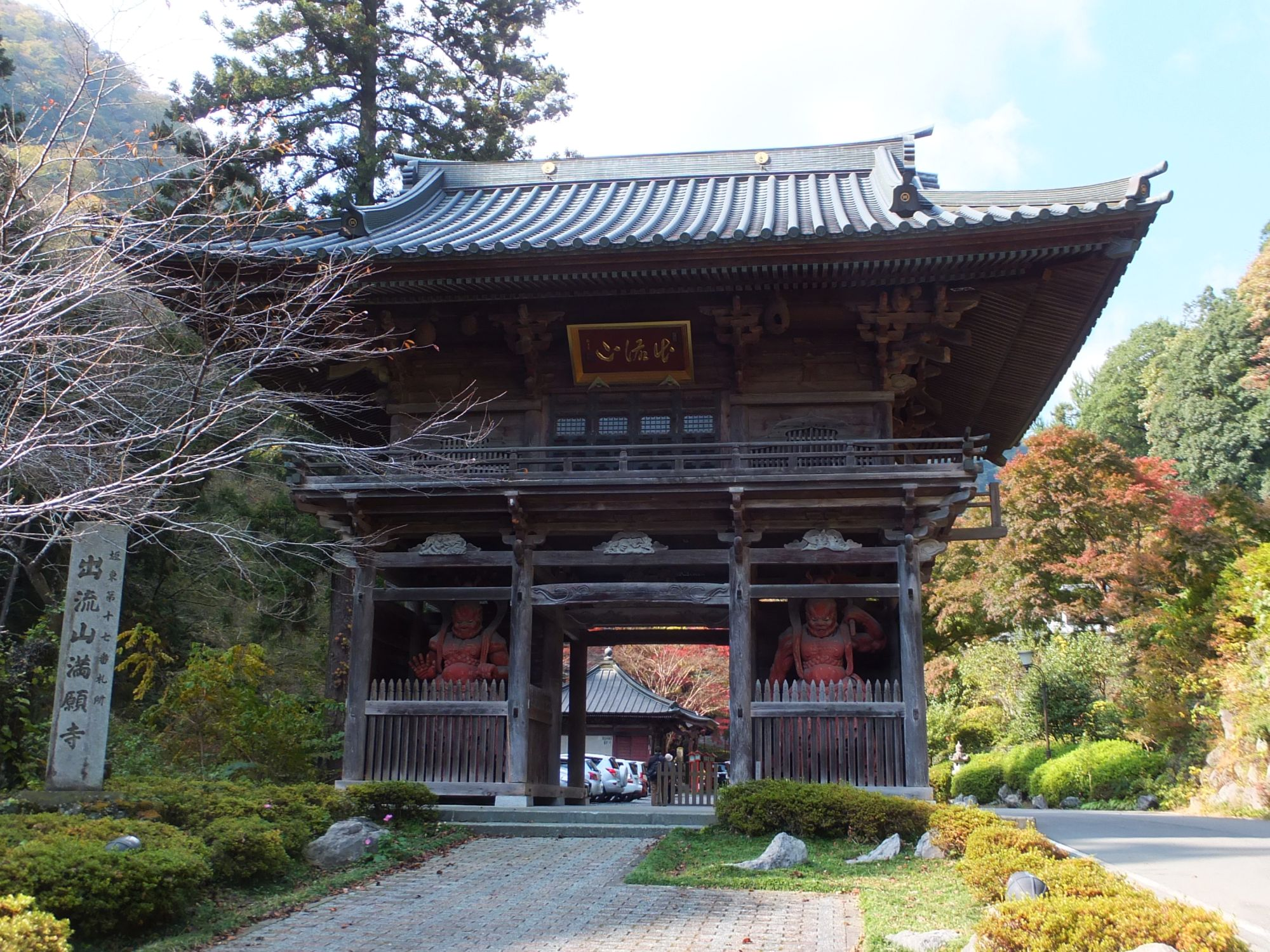
満願寺山門

慶応3年11月27日（1867年12月22日）、分遣隊のうち16名が栃木宿に到着し、脇本陣押田屋源兵衛方に宿泊した。この際、出流山の鍋山村（現栃木市鍋山町）名主・岩本半兵衛に使いを出して宿の支度を頼み、岩本は大塚武右衛門方に準備をさせた。岩本や大塚は挙兵の計画を知らないまま用立てたとされている。翌28日に一行は鍋山村へ移動した。会沢、高橋、赤尾をはじめ一部の浪士は、このとき同志を求めて遊説に赴いていた。
11月29日朝、岩本、大塚ら先導の上で出流山へ向かい、満願寺本堂の前で討幕軍であるという正体を現した。まず祀祭の式を執り行い、次に京を拝し、竹内が誓文を読み上げた後、倒幕の諭告を発した。諭告は挙兵にあたり四方の同志へ送った檄文と同じもので、起草者は会沢もしくは西山であるとされており、本堂前で朗読した者については 長谷川 2015 は「奥田元かも知れない」としている。高木 1974は「竹内啓が誓文〔諭告〕を読み上げ」とし、誓文と諭告を同一視している。
諭告
夫レ天アリ地アリ国アリテ主ナキハナク孰レノ国郡邑部落アルモ長アラザルハナシ。我国ノ如キハ上　聖天子アリ下賢子アリテ孜々国事ニ労シ、勤王ノ士、皇国ニ忠義ヲ竭サントスト雖幕府ノ執政、朝命ヲ奉ゼズ、ソノ職弥々欠ク、我徒節義ヲ守リ、国家ノ志士ヲ糾合シ、征シテ幕府ヲ倒サンガ為ニ、糾合軍ヲ起シテ将ニ輦下ニ会セントス、諸士怠ル勿。徳川八百万ヲ領シ、旗本八万騎ヲ統ベ諸侯ハ愚カニシテ順逆ヲ悟ラズ、コレニ服従スルモ豈、能ク官軍ニ勝ツベケンヤ、我ガ軍暴発軽挙ニ非ズ、四方ノ義輩、糾合方隊ニ非ザルナシ。敢テ而テ諸士ニ告グ。人ニ上下ノ分アリ、君臣ノ別アリト雖、皆是、皇国ノ民ニシテ、皇事ニ一身ヲ砕クハ固ヨリ厭フベキニアラズ、諸士ノ義挙即チ朝廷ニ事フルナリ、又我輩臣下ノ職ナリ、努力セヨ。諸士ニ告グ。
国定忠治の実子で、満願寺での修行ののち粕尾村（現鹿沼市）浄楽寺住持となっていた僧・千乗は、満願寺でこの光景を目の当たりにし、挙兵に参加した。このとき還俗して大谷刑部国次と名乗った。
浪士たちの服装は武士然としていたといい、出流村の名主が関東取締出役に語ったとされる話が次のように伝えられている。
浪士の総人数は凡そ百五六十名もあらんか、此等の人々は皆な武具に身を固め、大小両刀を帯挟み、各自鎗、長刀の類を所持し居りて、諸藩の御人数と少しも異ならず、百姓一揆や、素浪人等の集合などと御思召しては大間違ひなり、努め努め御油断有る可らず

### 徴集
12月1日、遊説のために散っていた会沢らが鍋山に戻り、付近の住民も加わって、参加者は150名ほどになった。付近の下野国農村部や上野国南部では入組支配が錯綜しているうえ、畑作地帯であることから人々がよく流動するため、浪士たちが他所から入り込んで活動する上で好条件であった。肥前佐賀藩浪人で都賀郡永野村に医業を開いていた常田与一郎（原口文益）や、越後新発田藩浪人で安蘇郡石塚村に住んだ安達幸太郎の両人はいずれも塾を開いており、その尊王攘夷論・勤王論に感化された人々が多く身を投じた。
困窮した下層農民をはじめとする参加者の増加に伴って軍資金が不足し、浪士たちは鍋山村を拠点として軍資金の徴集を始めたが、振るわなかった。栃木宿ではこれより3年前の元治元年（1864年）、水戸天狗党の田中愿蔵の焼き討ちを受けて町の大半を焼失していたので（愿蔵火事）、付近の住民たちはその二の舞を恐れていた節がある。そのため、浪士らは住民たちにより「出流天狗」と呼ばれていた。
12月5日夜には、粟野村大惣代名主横尾勝右衛門邸の門前に大谷ら7名の挙兵参加者が現れ、「御取締渋谷様御廻村」を名乗って開門させ、金品や武器を強奪したという記録が残る。なお当時の風聞では、追々江戸表から400、500名ほど来て加わるなどと囁かれていた。
挙兵参加者のうちで出身地がわかるものは142名で、その内訳は次の通りであった。
- 下野 - 77名（間接的参加2名）
- 上野 - 25名
- 武蔵 - 7名（間接的参加1名）
- 薩摩 - 7名
- 下総 - 5名

- 信濃 - 4名
- 常陸 - 3名
- 越後 - 3名
- 肥前 - 2名
- その他陸奥、上総、甲斐、駿河、美濃、伊勢、紀伊、備前、長州から1名ずつ

### 栃木・岩鼻の動き
栃木町における行動・戦闘の経過については、さまざまな記録が錯綜して定説を見ない点も多い。以下、長谷川 2015 に拠って記述し、他の資料は必要に応じて注する。
竹内らは軍議の結果、栃木町を管轄する足利藩栃木陣屋（現・旭町）に数名の浪士を派遣し、軍資金の要求をすることにした。一行の中から選抜された、高橋亘、高田国次郎、斎藤泰蔵、吉沢富蔵、山本鼎の5名が、鍋山村から栃木陣屋に向かった。また、道案内として大谷国次が加わったともされる。
以上の5名乃至6名は栃木陣屋を訪ねて軍資金を要求した。日向野 1974 によれば要求額は1,000両であり、陣屋では500両に免じることを求め、そのうち100両を明朝渡すと回答して400両を直ちに差し出したという。一方 栗原 1943 によると、陣屋は1,500両の調達を約束し、そのうち500両を即座に支払ったとされている。高橋らは了承して前述の脇本陣押田屋に宿泊した。翌日以降、陣屋を預かる郡奉行善野司をはじめとする郷士は対策を練り、資金要求をかわしながら高橋らを接待する一方、関東取締出役及び吹上藩有馬家にこの事態を通報した。
岩鼻陣屋詰の関東取締出役木村喜蔵は、12月9日、農兵隊を率いて鎮圧のために出動した。同出役渋谷鷲郎（和四郎とも）は熊谷へ出張中だったが、急行して木村と合流した。高崎藩は同9日付の廻状で、市中の老人・子供・女性を寺院へ避難させるよう指令するとともに、藩境の警備を強化した。
翌12月10日、幕府は足利藩、館林藩、壬生藩の三藩に賊徒取締を、宇都宮藩には真岡代官所（代官山内源七郎）の警備を命じた。この鎮圧のために兵を出した藩の数は総計61にのぼるとも言われる。栗原 1943 によれば、足利藩兵は佐野、宇都宮藩兵は茂呂宿（現栃木市岩舟町和泉）、古河藩兵は藤岡町、吹上藩兵は皆川口（現栃木市皆川城内町）、壬生藩兵は栃木町、館林藩兵は渡良瀬川渡船場、伊勢崎藩兵は例幣使街道など、前橋藩兵は利根川渡船場・中山道各宿、川越藩兵は利根川渡船場・奥羽街道、結城藩兵は鬼怒川筋、下館藩兵は鬼怒川・小山宿・奥州街道、関宿藩兵は栗橋渡船場、六浦藩は皆川陣屋、彦根藩兵は堀米陣屋（現佐野市堀米町）をそれぞれ固めたという。
また同10日夕刻、鉄砲隊750名をはじめとする農兵隊1,000名余（およそ1,200名とも）が佐野天明宿（現佐野市）に到着した。取締出役からは渋谷と木村のほかに、宮内左右平（啓之助とも）、望月善一郎、馬場俊蔵、渡辺慎次郎らが出動して隊の指揮を執った。渋谷はかねてより村々から徴発した猟師たちを主体とする鉄砲隊を組織し、調練をさせていたが、農兵隊はそれに加え、渋谷が手懐けていて忠義心の深い博徒なども含んで構成されていた。
近傍各村にも情報は広められ、沼和田、片柳、薗部の各地で自衛的に警備が固められた。

### 栃木での戦闘

#### 念仏橋の戦い

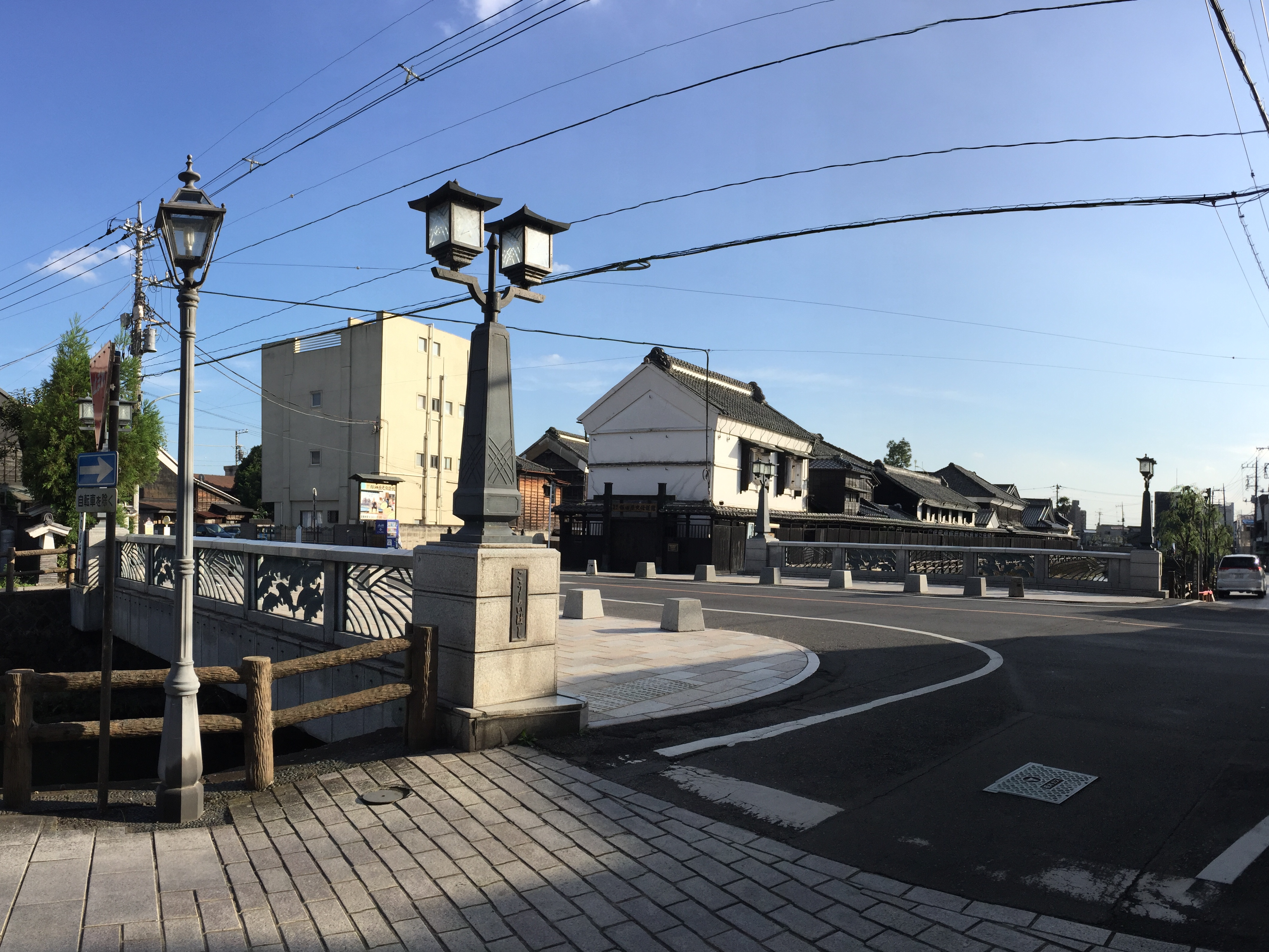
幸来橋（事件当時の呼称は念仏橋）

12月11日、鍋山村の本部では、栃木宿へ資金要求に行った5名を心配し、応援を派遣することになった。西山尚義、田中光次郎、荒川清之丞、河野橘蔵、渡辺勇次郎、大竹市太郎、富永甚太郎、大谷国次の8名がそれに選ばれ、鍋山を出発した。ただしこの際の面々については、西山尚義と従者1名すなわち山本鼎の2名のみであったともされ、この場合山本は押田屋にいなかったことになる。
栃木陣屋ではそれを把握すると、愿蔵火事の教訓を活かし、善野率いる陣屋の要員と町民兵、渋谷と木村が率いる農兵隊や、吹上藩からの応援部隊を動員して、交戦と防火の準備を進めた。町の東西南北にある4つの木戸口を閉め、特に西側の木戸口（念仏橋、後の幸来橋のたもとにあった）では竹矢来を組むなどして、守りを固めた。
暮れ方、西山をはじめとする応援部隊は、西の木戸口にたどり着いて開門を申し込んだ。木戸番の石川久三によって門はただちに開かれたが、西山ら4名が入ったところで門が閉められ、二分された部隊を町民兵たちが迎撃した。西山は槍を振るい、血を浴びながら奮戦したものの、やがて力尽き、馬から引きずり降ろされてとどめを刺された。8名のうち、西山と荒川、富永は討死し、大谷は生き残って本部に帰還、その他は生死不明となった。
「西山と山本の2名のみ」とする記述では、いずれも両名が討ち死にしたとされている。幕府軍の兵は西山の首級を掲げ、群衆に示したという。
この戦いの際、城内村（現栃木市城内町）の名主の子であった大沢亀之助（当時19歳とされる）は、陣屋側の士に加わって西山に斬りかかっていったが、かなわず、巴波川に落ちた。そこから這い上がろうとしたものの、暗がりの中だったため、町の人々は大沢のことを出流天狗だと勘違いし、殺害してしまったという。そのまま晒し首になるまで気づかれなかったという記録もある。

#### 押田屋の戦い

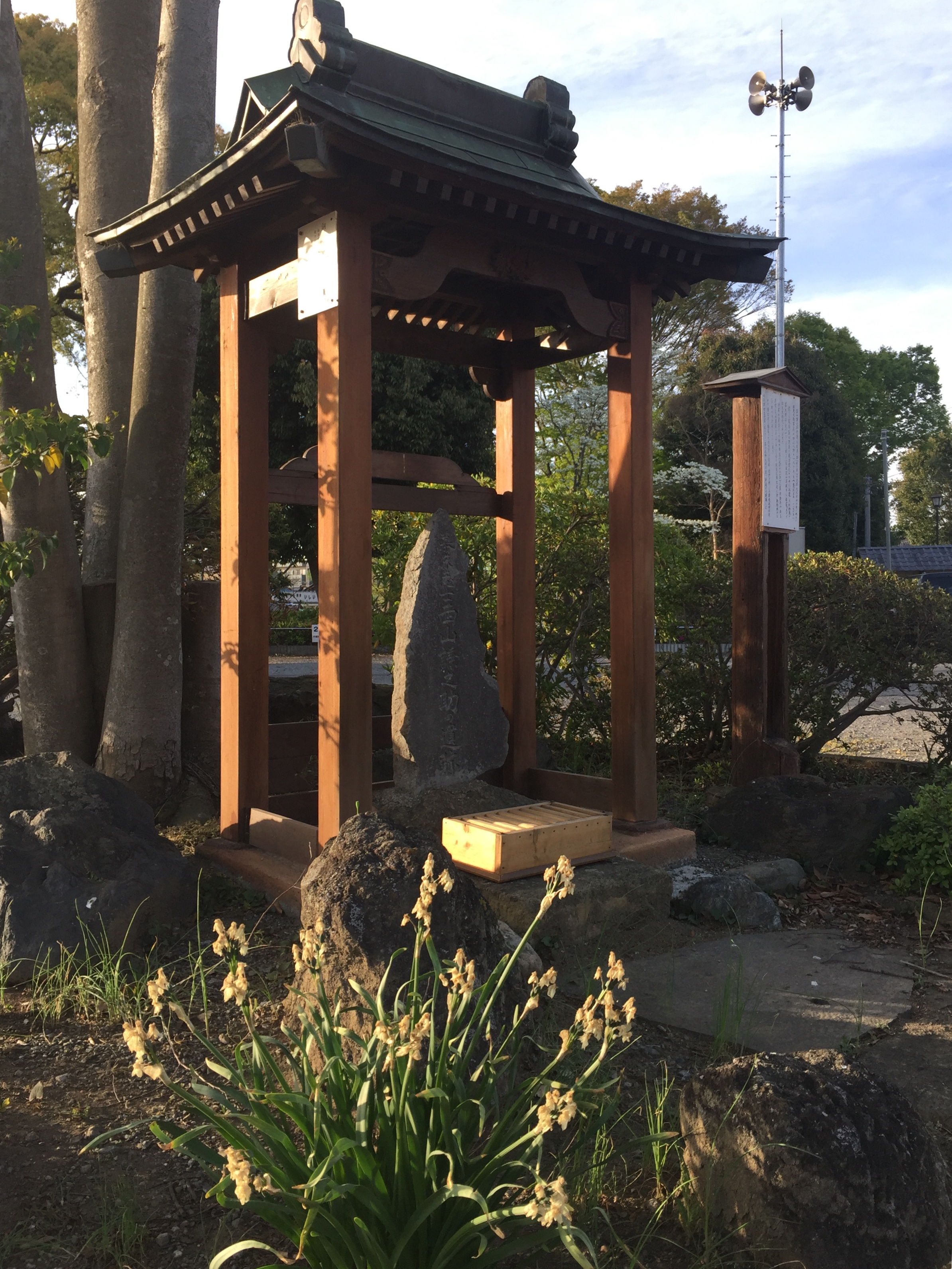
栃木市室町のうずま公園の中にある、西山の墓。

応援部隊を駆逐した町民兵と幕府軍は、押田屋に宿泊中の5名も同時に討伐した。5名は銃声と鬨の声を聞きつけて押田屋を飛び出したところ、往来で襲撃を受けた。主人を失って念仏橋から走ってきた馬があったため、高橋はそれに跨って逃亡、念仏橋の木戸が開いていたため脱出に成功した。山本も姿をくらまして鍋山村に帰還したが、ほかの3名は戦死したとされる。
以上2つの戦いがあったが、これらの戦いは押田屋の戦い→念仏橋の戦いの順で行われたとする記録もあり、栗原 1943 や 日向野 1974 などはそれを採っている。これらによれば、押田屋襲撃の非法を詰るために町へ乗り込んだ西山らが、念仏橋において（または栃木陣屋で）戦死したとされる。
西山らの遺体は斃馬の捨て場に放置され、その後墓碑が建てられた。
栃木町に残された遺体は9体となり、何人が逃亡したか不明のため宿中が捜索された。またその日は夜を徹して敵の襲撃や放火を警戒し、付近の村々も同様にしたが、何も起こらなかった。同夜、渋谷は手勢三十余名を率いて安蘇郡小中村（現佐野市旗川地区小中町）名主・石井郡造邸に入り、次なる戦の準備を行ったという。

### 移動と追跡

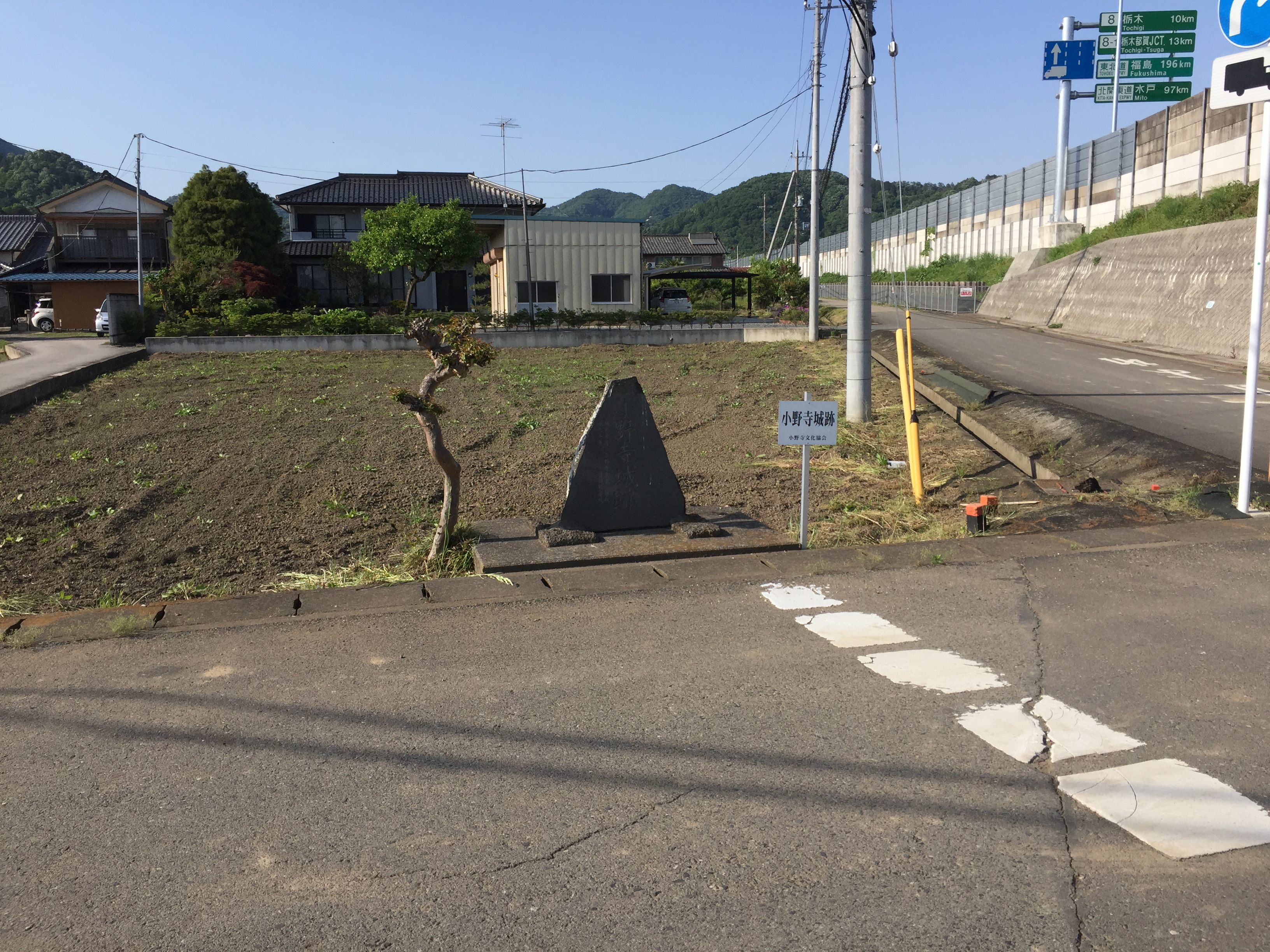
小野寺城跡

栃木町での出来事を知った鍋山村の本部では、軍議の結果、唐沢山城跡から小野寺村（現栃木市岩舟町小野寺）にかけての山地に移動して引きこもることにした。小野寺にはかつて小野寺城があって要害の地であると判断したためであり、また太平山や岩船山を支城として連衡させる狙いがあった。そこで、川田太郎を隊長とする玉砕部隊10余名を「決死隊」として出流山へ向かわせ、本隊は葛生へ進んだ。
一方、渋谷率いる幕府や諸藩の軍では、浪士隊との白兵戦を避けるよう全軍に指示し、鉄砲の使用が肝要である旨を伝えた。また間者を放って浪士たちの動きを把握していて、挙兵参加者たちに薩摩訛りがなく、もっぱら関東人であることも判明した。次いで浪士隊の人足として紛れていた間諜の報告により、行き先の見当がおおよそ付いたので、隊をいくつかに分け、12月12日に以下の作戦を実行した。
- 馬場俊蔵と渡辺慎次郎が率いる隊は、出流山の南西の佐野（現佐野市）から同じく北東の鹿沼（現鹿沼市）にかけてを警戒。
- 望月善一郎の隊は、出流山の北の粟野（後の上都賀郡粟野町、現鹿沼市）と東の永野方面を警戒。
- 副将の木村喜蔵と宮内左右平が率いる本隊は、仙波村（現佐野市常盤地区仙波町）から羽鶴峠（現栃木県道202号仙波鍋山線、三峰山付近）を経て出流山を急襲、決死隊を全滅させ、そのまま竹内らを追跡。
- 主将の渋谷鷲郎が指揮する隊は、栃木町から新里村（現栃木市岩舟町新里）に先回りして兵を伏せる。

### 岩舟での戦闘

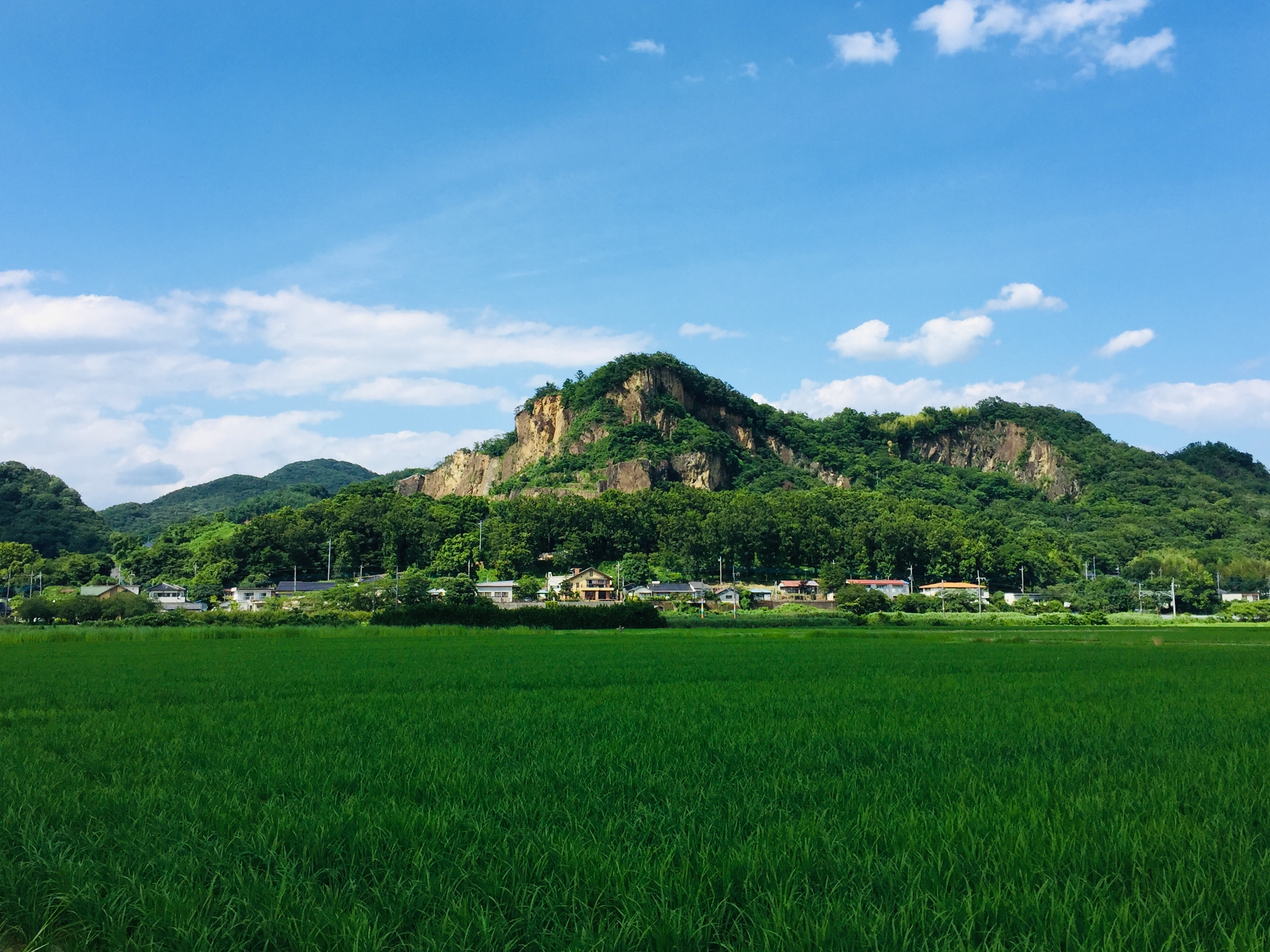
岩船山

竹内ら浪士は、小野寺にたどり着いたものの、糧食が手に入らないうえに木村の軍勢の追跡を受けていることを知ったので、下山して新里村に至り、食事をとることにした。翌12月13日の明け方に新里村にたどり着き、地元民から炊き出しを受けた。このとき浪士隊は複数の斥候を出したが、うち3名が幕府軍に捕らえられている。
渋谷は間諜の報告でそれを把握し、浪士隊の目的地は岩船山であることは承知していたので、岩船山の麓で浪士隊を殲滅すべく計画を立てていた。木村・宮内隊も村の灯りを見てこれを知り、村を西と南北から包囲した上で、朝食をとっている浪士たちを銃撃した。
浪士たちは最初西から村を出ようとして果たせず、東の岩船山に向かって逃げたが、銃火器を持たない浪士たちには白兵戦のほか戦法がなく、遠巻きに射撃を繰り返す幕軍にはなすすべもなかった。そのため、仕方なく下山して戦いを挑もうとしたが、西から渋谷率いる本隊が現れ、またもや銃撃された。これによって浪士たちは四散し、岩船山の山中か鷲巣（現栃木市岩舟町鷲巣）の方面に逃げて、多くは戦死か捕縛の道を辿った。このとき、浪士隊副将の会沢は渋谷の本陣を襲い、討死している。常田与一郎も新里・八幡山（岩船山の北西の山。新里八幡宮が鎮座している）で戦死した。また戦いの終盤には、長州出身の井上十郎（重郎）が幕府軍の兵に紛れて渋谷に肉薄したが、殺害には失敗し、その場は逃げおおせたものの、のちに捕縛・処刑された。
なお、これらの戦いに関しても、岩舟での戦闘→出流山への攻撃という順で行われたとする史料がある。

## 八王子・荻野山中の事件

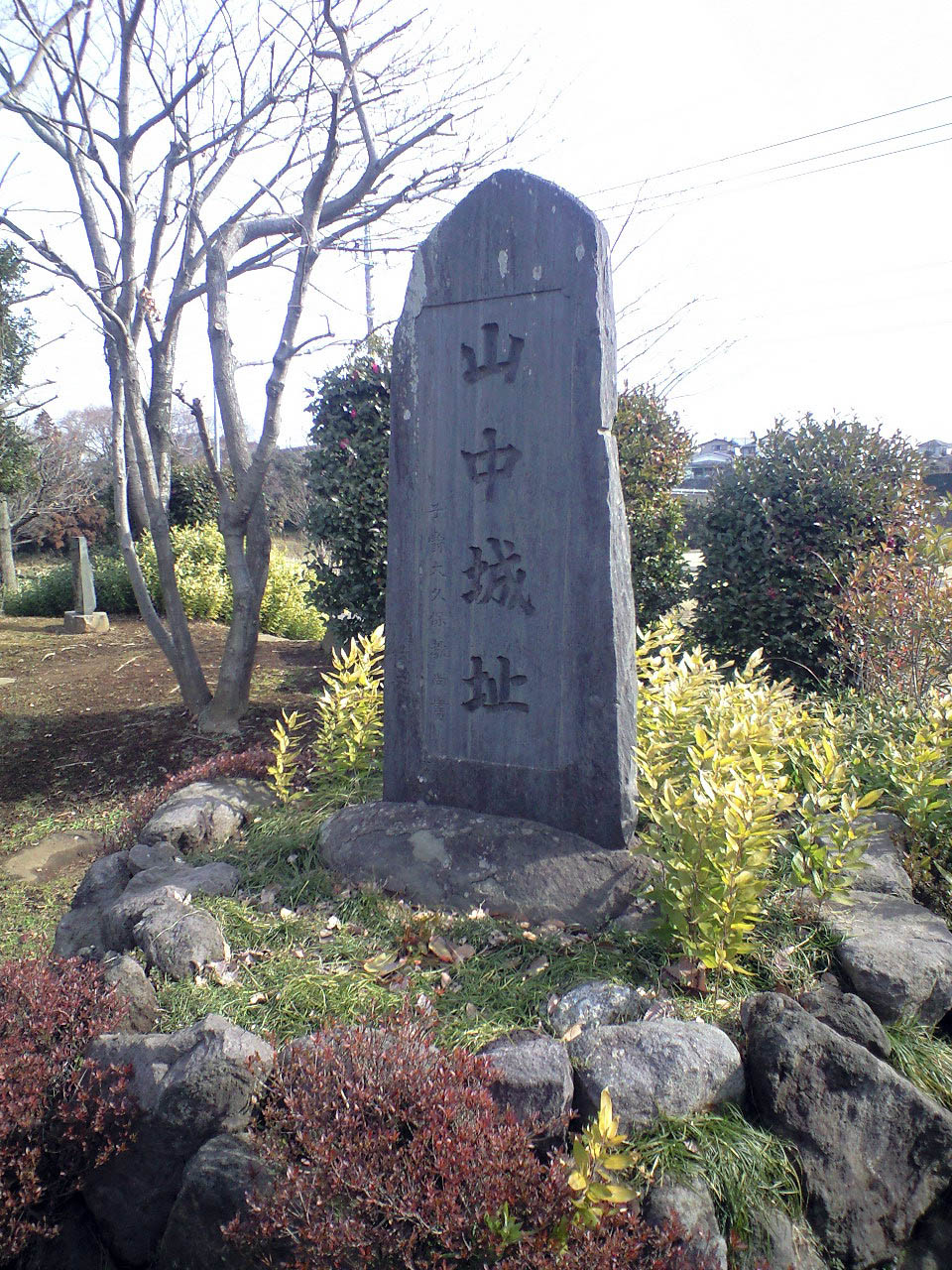
荻野山中陣屋跡

出流山とは別に、甲府城攻略と荻野山中陣屋襲撃を企図して薩摩藩邸を発った二隊があり、それぞれ上田修理、鯉淵四郎（変名・坂田三四郎）が隊長となって行動を開始した。荻野山中藩主大久保教義は甲府勤番のため留守であり、その本藩である小田原藩の藩主・大久保忠礼は当時甲府城代を務めていて、しかも大坂に出張中であったため、その隙を狙った策であった。
上田隊は12月15日に藩邸を出発し、その夜八王子宿の妓楼「千代住」「壺伊勢」で就寝中、間諜・原宗四郎の密告によって八王子千人同心および農兵隊の襲撃を受け、数名が戦死、計画は頓挫した。上田は藩邸に帰還している。
鯉淵隊は同夜、荻野山中陣屋を訪れ、長州藩士・海野武助を名乗って軍資金を要求したが、談判決裂とみるや陣屋の人員を殺傷し、火を放って焼失せしめた。次いで付近の豪農から資金を調達し小田原城を目指したが、小田原藩はその知らせを受けて兵を出したため、酒匂川まで来てから引き返し、速やかに藩邸まで退却した。こちらの被害は死者1名、負傷者2名と僅少であった。

## 戦後

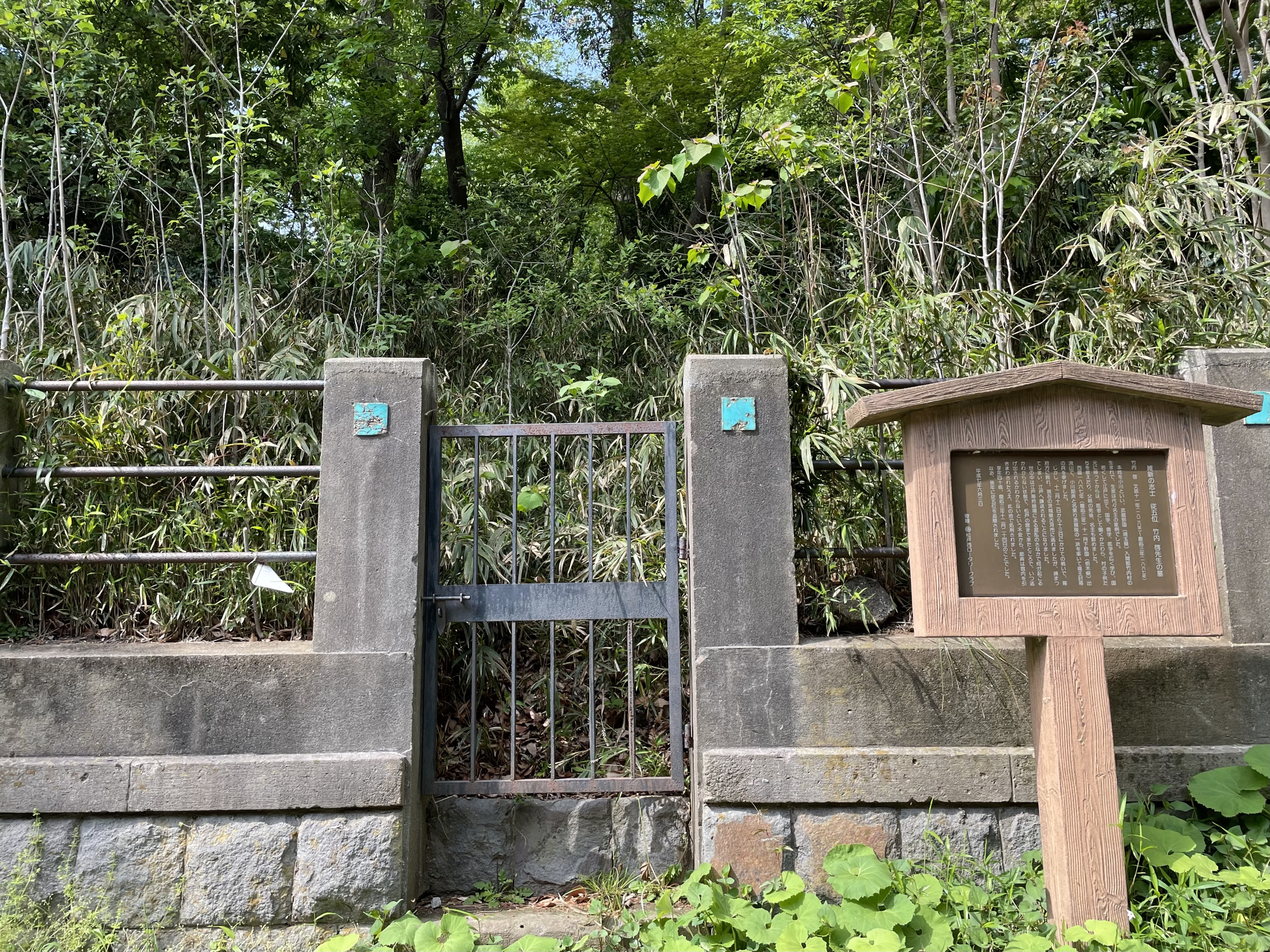
千葉大学松戸キャンパス旧正門前にある、竹内の墓。

出流山での挙兵の参加者のうち、赤尾清三郎と醍醐新太郎の2名だけは戦闘後すぐに吉水村川原新田（現佐野市田沼地区吉水町）で斬殺された。その他の浪士の多くは佐野の獄につながれた後、戦傷の深い2名とその他1名が極刑を免れたのを除き、12月15日と12月18日の2回に分けて佐野河原で斬首された。安達幸太郎、高橋亘、大谷国次、井上十郎らはこの時に処刑された。
竹内啓は戦場を脱出し江戸に向かったが、下総中田宿（現茨城県古河市）にて木村喜蔵配下の者に捕縛され、護送の途中、12月24日に松戸で処刑された。
相楽総三は天狗党の乱の際に金井之恭らと図り、挙兵に新田義貞の末裔である新田俊純を戴くことで人心を掌握しようとしていたが、軍勢が筑波山から下りるとともに計画が流れた。出流山での挙兵にあたって相楽はその実現を再び金井（高橋とともに赤城で挙兵する予定だった）に託したが、やはり敗戦によって失敗に終わった。このことを把握した渋谷鷲郎は金井ほか計5名を捕縛し、岩鼻陣屋で峻烈な取り調べを行った。この運動の壊滅により、上州において尊王攘夷を唱えて挙兵することは不可能となった。出流山事件における功績によって、渋谷と宮内左右平は支配勘定に、木村喜蔵は普請役格に新規召し抱えとなった。
薩摩藩邸の相楽らはこれら挙兵の結果と金井の逮捕を受け、報復として江戸にある渋谷らの邸を襲撃した。長谷川 2015では、12月23日夜、神田川岸にある渋谷と木村・望月らの屋敷に峰尾小一郎らを向かわせて、その家族と宿泊客を鏖殺し、木村はその知らせを受けたことで護送中の竹内を松戸で処刑したとしている。一方『藤岡屋日記』によると、襲撃は12月20日の夜、被害を受けたのは安原燾作、馬場俊蔵、渋谷の3名（いずれも関東取締出役）であり、出張で留守の渋谷邸の被害は下男1人の死亡に留まった。同じく常陸国へ出張して留守にしていた安原邸は30人ほどの襲撃を受けて、妻子・甥・下女の4人が殺害され、在宅だった馬場は兄や部下とともに応戦して、下男1人の犠牲を出しながらも撃退したという。
藩邸の者たちは出流山、八王子、荻野山中に引き続き、江戸市中でも騒乱を拡大させてゆく。これらの挑発に対し庄内藩ほか諸藩によって江戸薩摩藩邸の焼討事件が実行され（奥田元はここで戦死）、旧幕府による「討薩」の姿勢が鮮明になり、事態は戊辰戦争の開戦へ進んでいった。一方、当事件における戦闘によって渋谷は、自身がかねてより主張・育成してきた農兵銃隊に対する自信を深めたとされるが、翌慶応4年（1868年）1月に決定した西洋式の銃による新たな銃隊の設立は、岩鼻陣屋周辺の農民から激しい反対運動を受け、挫折した。新政府軍の下向を前にして陣屋の崩壊は決定的となり、3月に官軍（高崎藩兵）の接収を迎え、渋谷は岩鼻を去って衝鋒隊に投じた。同時に金井らも釈放され、戊辰戦争に参戦する。挙兵参加者のうち、戊辰戦争以降西村謹吾と改名した山本鼎をはじめ、高山健彦に変名した望月長三、丸山梅夫らは帰還して赤報隊の幹部となり、相楽総三のもとで各地を転戦した。のち、丸山は上田藩に捕縛されて一時入牢し、西村と高山は相楽とともに下諏訪で処刑された。
明治17年（1884年）、事件のあった栃木町を西山尚義の老父西山春成が訪れ、尚義の最期について石川久三（#念仏橋の戦いを参照）から話を聞いた。これをきっかけに、丸山によって栃木近郊の錦着山に尚義の慰霊碑が建てられた。

## 挙兵幹部一覧
特記なき事項は 高木 1974 および 高木 2022 に基づく。
| 役職     | 役職         | 氏名          | 別名                             | 出身                                    | 居住                                  | 年齢    | 職業   | 死亡                                        |
| -------- | ------------ | ------------- | -------------------------------- | --------------------------------------- | ------------------------------------- | ------- | ------ | ------------------------------------------- |
| 分 遣 隊 | 隊長         | 竹内 啓       | 小川 嘉助（本名） 節斎（号）     | 武蔵国入間郡竹内村 （現埼玉県坂戸市）   |                                       | 40      | 豪農   | 下総国松戸で刑死                            |
| 分 遣 隊 | 祐筆兼勘定   | 安達 幸太郎   | 孝太郎（別表記） 石斎（号）      | 越後国新発田藩 （現新潟県）             | 下野国安蘇郡石塚村 （現栃木県佐野市） | 43 (47) | 浪士   | 佐野河原で刑死                              |
| 分 遣 隊 | 祐筆兼勘定   | 赤尾 清三郎   | 秀行（諱）                       | 下野国安蘇郡小中村 （現栃木県佐野市）   |                                       | 47      | 塾師匠 | 安蘇郡吉水村川原新田で刑死                  |
| 分 遣 隊 | 祐筆兼勘定   | 亀山 常右衛門 |                                  | 下野国安蘇郡野上村 （現栃木県佐野市）   |                                       | 55      | 農民   | 出流山で戦死                                |
| 分 遣 隊 | 祐筆兼勘定   | 田中 光次郎   |                                  | 上野国館林藩 （現群馬県）               |                                       | 35      | 浪士   | 栃木念仏橋で戦死                            |
| 分 遣 隊 | 目付役       | 大谷 国次     | 千乗（法名）                     | 上野国佐位郡国定村 （現群馬県伊勢崎市） | 下野国都賀郡出流村 （現栃木県栃木市） | 24      | 僧侶   | 佐野河原で刑死                              |
| 分 遣 隊 | 使者兼目付役 | 西山 謙之助   | 尚義（諱）                       | 美濃国可児郡久々利村 （現岐阜県可児市） |                                       | 23      | 医師   | 栃木念仏橋で戦死                            |
| 分 遣 隊 | 軍師         | 常田 与一郎   | 原口 文益（変名）                | 肥前国佐賀藩 （現佐賀県）               | 下野国都賀郡永野村 （現栃木県鹿沼市） | 52      | 医師   | 新里八幡山で戦死                            |
| 分 遣 隊 | 軍師格       | 高橋 亘       | 大橋 渡（変名）                  | 上野国佐位郡木島村 （現群馬県伊勢崎市） |                                       | 35      | 豪農   | 佐野河原で戦死                              |
| 分 遣 隊 | 監察手附     | 渡辺 勇次郎   |                                  | 陸奥国会津藩 （現福島県）               |                                       | 26      | 浪士   | 栃木念仏橋で戦死か                          |
| 分 遣 隊 | 使番         | 奥田 元       |                                  | 信濃国上田藩 （現長野県）               |                                       |         | 浪士   | 薩摩藩邸焼討で戦死                          |
| 分 遣 隊 | 玉砕隊隊長   | 川田 吉太郎   | 太郎（変名）                     | 下野国都賀郡永野村 （現栃木県鹿沼市）   |                                       | 25      | 豪農   | 出流山で戦死                                |
| 薩 邸    | 監察         | 山本 鼎       | 必衛（別表記） 西村 謹吾（変名） | 伊勢国亀山藩 （現三重県）               | 下野国都賀郡梅沢村 （現栃木県栃木市） | 24      | 浪士   | のち赤報隊幹部 相楽総三とともに下諏訪で刑死 |
| 薩 邸    | 監察         | 会沢 元輔     |                                  | 薩摩国鹿児島藩 （現鹿児島県）           | 常陸国水戸 （現茨城県水戸市）         | 52      | 浪士   | 岩船山付近で戦死                            |

## 評価

### イデオロギー
幕末に下野国から尊王攘夷運動に参加した草莽の士として、東禅寺事件の実行犯の一人であった小堀寅吉（芳賀郡高岡村出身）、坂下門外の変を計画・実行した大橋訥庵ら数名、天狗党の乱や赤城山挙兵に関わった宇都宮藩士や、芳賀郡真岡・河内郡の豪農商が挙げられる。高木俊輔の分析によると、これらはいずれも下野国東部、真岡木綿の生産地周辺から出た者たちであった。真岡木綿の生産は開港の影響を受けて凋落したため、その経済的窮状から発生した運動は郷村にとどまらず遠方に押し出し、急進的な排外思想を示すことになった。
一方、出流山での挙兵に参加した者の多くは下野国西南部の中下層農民または商品生産者（目安として土地所有5反以下）であり、しかも運動は地元周辺にとどまって展開された。当時多くの中下層農民は、慶応期の不作にともなう食料（特に米穀）の不足を受けて差し迫った危機感を抱き、変革を切望していたため、他国から草莽や浪士がもたらした「危機の学問」としての国学・尊王攘夷思想を受容し、挙兵に能動的に身を投じたと高木は批評した。高木はここに「幕末の変革的情勢」の進行を見出している。
佐々木潤之介は1970年代に「豪農-半プロ論」を提起し、江戸時代後期から末期にかけて零落した中下層農民が半プロレタリアート（半プロ）化し、農民への回帰をかけて豪農との間に階級闘争を展開すると主張したが、この中で豪農層は思想を形成せず、変革の主体となり得ないとみなされていた。これに対し、深谷克己は高木による出流山事件の研究を評して、高木は豪農層による尊王攘夷運動に貧農＝世直し勢が合流する可能性を示し、佐々木の豪農論に一石を投じたとしている。

### 軍略
鎮圧のために現地に赴いた館林藩士・藤野金太郎近昌は、渋谷鷲郎による次のような談話を伝え聞いたとしている。
浪士共は専念鎗刀戦に重きを置て、鉄砲の利益を使用せざりしが、敗戦の大原因なりとす。若し浪人側に三拾挺の鉄砲を有し居らば、その勝敗忽ち顚倒せん、浪士の多くは鎗刀の一流に鍛錬せる人々にして、其の気概の如き大ひに嘆賞に価ひするものあり、我等が率ひし雑輩とは、到底較べものにならず
長谷川伸も、出流山などの当時の「義兵の挙」がことごとく失敗した一因として、挙兵者たちが火器に無関心であり、白兵戦のみを計算していたことを挙げている。長谷川は、挙兵主体が国学の信奉者かつ攘夷主義者たちであったため、それに伴って近代武器に対して盲目だったと分析している。一方で鎮圧に動いた幕府軍は、渋谷鷲郎率いる鉄砲隊など、火器の装備で浪士隊に優っていた。
栗原彦三郎は、出流山へ至る道路が狭隘であることを挙げ、少ない兵力で多勢の幕府軍を相手にするには適した地であったと述べ、出流山から岩船山へ移動したことは失敗だったと評している。また、安達幸太郎には1,000人を超える弟子がいたとされるにもかかわらず彼らが参加の機会を得なかったのも、軍勢が早々に出流山を去ってしまったためだと考察している。

### 影響
長谷川伸が三つの行動について「全部、効果はとにかくあったものの失敗であった」と評したのに対し、栗原彦三郎はこの鎮圧に61もの藩が動いたことを述べ「鳥羽伏見に於て幕軍が官軍と戦端を開いた時にも、これ等関東に於ける佐幕諸藩はその地方の安全を慮つて俄かに兵を上京せしめ得なかつた」と指摘し、この出流山における挙兵が諸藩を「牽制」する役割を果たしたことを認めている。高木俊輔は、三つの行動を「幕府の兵力を浪士隊との戦闘にひきつけておくだけの内容をもつものではなかった」と総括しつつも、「薩邸事件を惹き起こすことによって、倒幕＝維新の政局に大きく干与することになった」と評し、焼討事件の誘発をもって幕府を朝敵認定へ導き、戊辰戦争開戦の口実とすることに成功したと指摘した。